# Maison-Ponthieu
Maison-Ponthieu is een gemeente in het Franse departement Somme (regio Hauts-de-France) en telt 278 inwoners (1999). De plaats maakt deel uit van het arrondissement Abbeville.

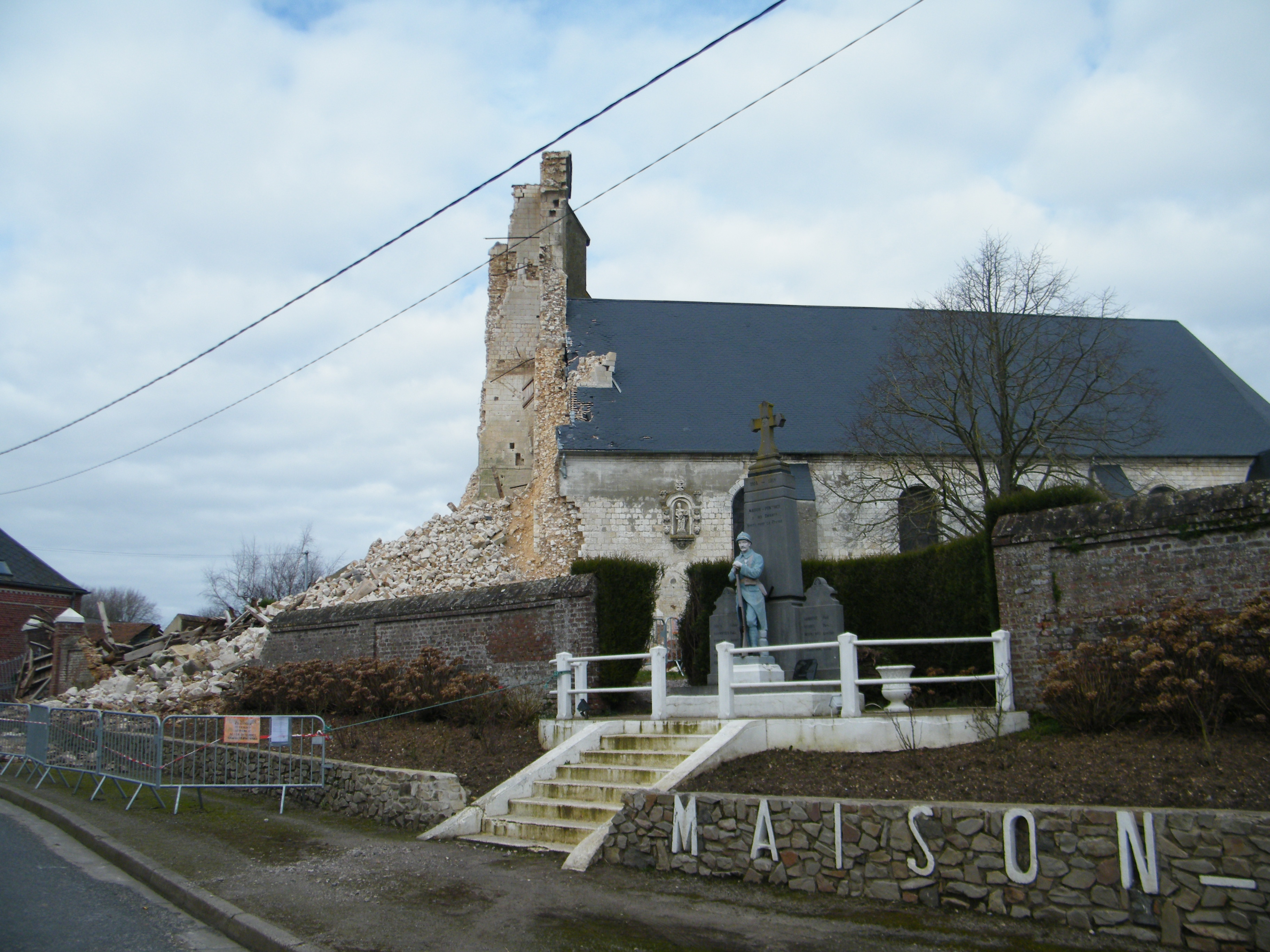
Kerk van Maison-Ponthieu
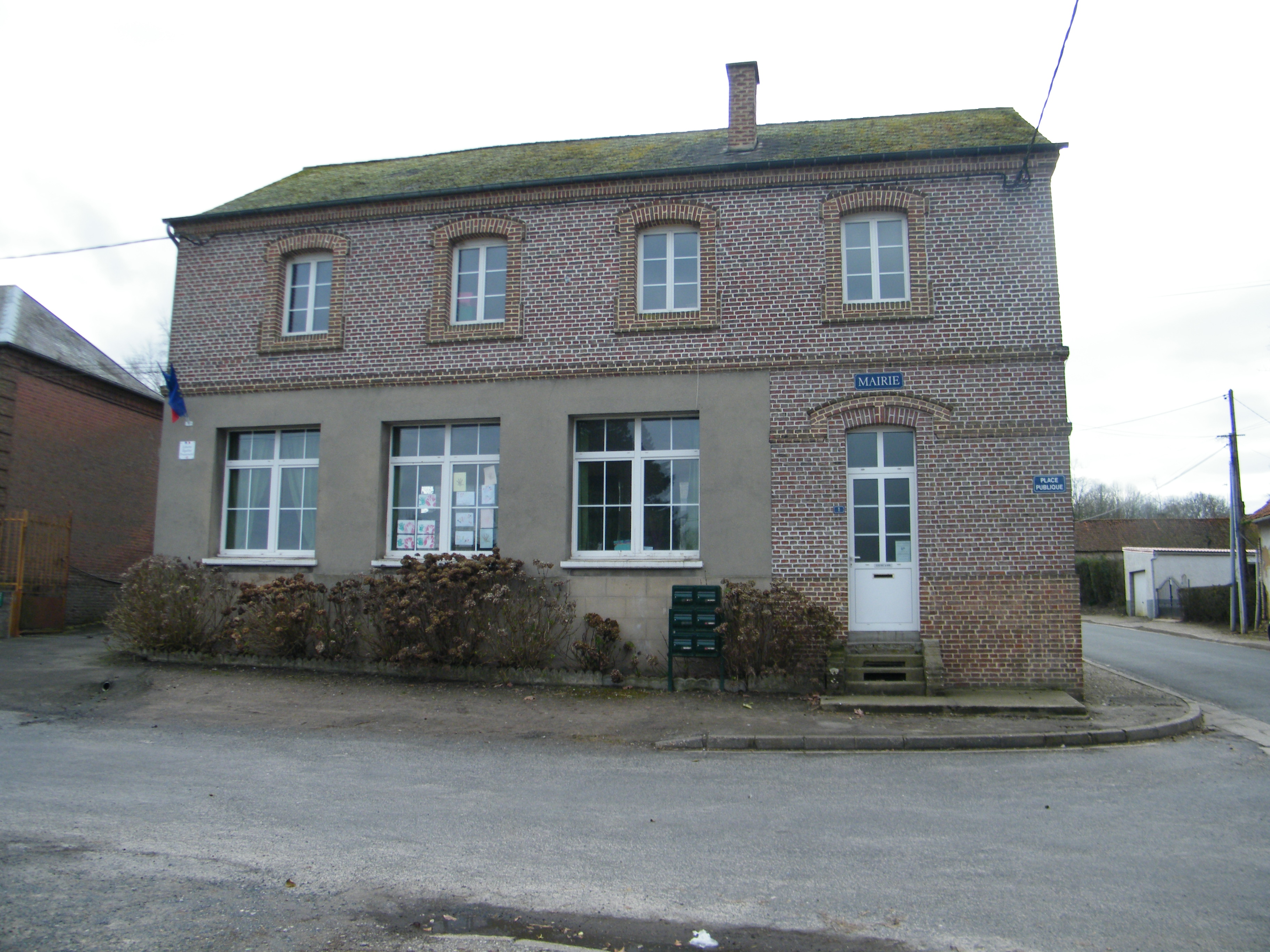
Gemeentehuis

## Geografie
De oppervlakte van Maison-Ponthieu bedraagt 10,9 km², de bevolkingsdichtheid is 25,5 inwoners per km².
De onderstaande kaart toont de ligging van Maison-Ponthieu met de belangrijkste infrastructuur en aangrenzende gemeenten.

## Demografie
Onderstaande figuur toont het verloop van het inwonertal (bron: INSEE-tellingen).